# ني ريديستوس (ثيسالونيكي)
ني ريديستوس (Νέα Ραιδεστός) هي مدينة في ثيسالونيكي في مقاطعة فوريا إلادا في اليونان.